# Giaura nigrostrigata
Giaura nigrostrigata är en fjärilsart som beskrevs av George Thomas Bethune-Baker 1905. Giaura nigrostrigata ingår i släktet Giaura och familjen trågspinnare. Inga underarter finns listade i Catalogue of Life.